# Schlüßlberg
Schlüßlberg é um município da Áustria localizado no distrito de Grieskirchen, no estado de Alta Áustria.